# Provincia de Lomaiviti

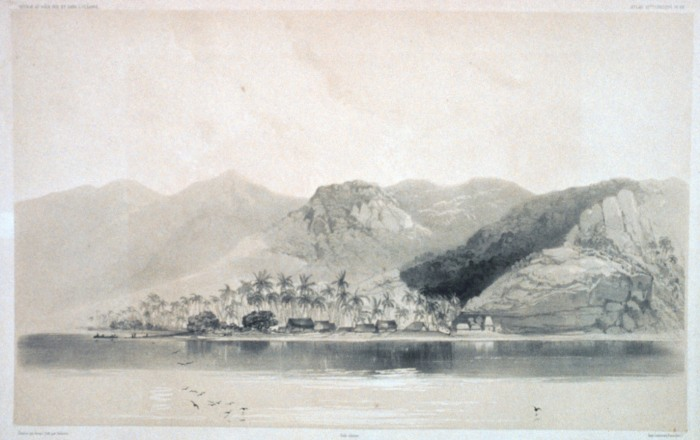
Imagen histórica de Lomaviti en localidad de la actual Levuka.

Lomaviti es una de las tres provincias de la División Este del archipiélago de Fiyi. 

## Características
Tiene un área de 411 km² y una población de 16.214  habitantes, según el censo de 1996. Su densidad es de 39,45 hab./km². Su capital es Levuka, con 3746 habitantes, que también fue capital de Fiyi de 1871 a 1877.
Está compuesta por las islas de Batiki, Gau, Koro, Makogai, Moturiki, Nairai, Ovalau, Wakaya, Yanuca Lailai y Yanuca Levu, así como por varios otros islotes.